# Shethanei Lake
Shethanei Lake är en sjö i Kanada.   Den ligger i provinsen Manitoba, i den centrala delen av landet, 2 100 km nordväst om huvudstaden Ottawa. Shethanei Lake ligger 231 meter över havet.
Trakten runt Shethanei Lake består i huvudsak av gräsmarker. Trakten runt Shethanei Lake är nära nog obefolkad, med mindre än två invånare per kvadratkilometer.